# 1724 в Україні

## Особи

### Народились
- 15 серпня Антін (Млодовський) (1724—1778) ― василіянин, єпископ Володимирський і Берестейський Руської Унійної Церкви, архимандрит Полоцький Борисо-Глібський (1751―1760) та Супрасльський (1760―1778).
- 24 листопада Рачинський Андрій Андрійович (1724—1794) — український державний діяч епохи Гетьманщини. Професійний композитор, диригент.
- Стефано Іттар (1724—1790) — італійський архітектор, яскравий представник сицилійського бароко.
- Козицький Григорій Васильович (1724—1775) — український письменник, перекладач, державний діяч Російської імперії.
- Йоасаф Миткевич (1724—1763) — єпископ Бєлгородський і Обоянський Відомства православного сповідання Російської імперії (1758—1763). Ректор Новгородської семінарії на Московщині.

### Померли
- 9 травня Якубович Дем'ян Федорович (? — 1724) — журавський сотник (1708—1712 рр.), бунчуковий товариш.
- 29 грудня Павло Полуботок (1660—1724) — український військовий та політичний діяч. Полковник чернігівський, наказний гетьман Війська Запорозького Лівобережної України (1722—1724). Гетьман Глухівського періоду в історії України.
- Зубрицький Никодим (1688—1724) — один з найвидатніших українських граверів по дереву й міді, чернець.

## Засновані, зведені
- Церква Святого духа (Глухів)
- Церква святої Параскеви (Крехів)
- Вознесенське (Золотоніський район)
- Гірманка
- Графське (Вовчанський район)
- Дубинове
- Лисичин
- Пасицели (Балта)
- Петруші
- Солоне (Заліщицький район)
- Ящикове

## Зникли, скасовані
- Колегія Генеральних старшин
- пожежа знищила Собор святих Петра і Павла (Луцьк)